# Markt van Irbit
De markt van Irbit of Jarmarka (Russisch: Ирбитская ярмарка; Irbitskaja jarmarka, "jaarmarkt van Irbit") was een grote jaarlijkse wintermarkt die gehouden werd in de Russische plaats Irbitskaja Sloboda (later Irbit genoemd). Het was in zijn soort de tweede markt van Rusland, na de Makarjevmarkt. 
De markt ontstond in 1643 en werd gehouden van 1 februari tot 1 maart. De markt groeide uit tot de grootste jaarlijkse markt ten oosten van de Wolga en trok handelaren aan uit alle delen van Rusland, uit Centraal-Azië, China en Iran.
De markt had een groot assortiment aan producten. Enkele daarvan waren thee uit China, huiden uit Siberië, machines uit de Oeral en Europese producten voor de verkoop in Azië. 
De markt had midden 19e eeuw een jaarlijkse omzet van meer dan 30 miljoen Roebel. De hoogste omzet ooit bedroeg 62 miljoen roebel. De markt was kenmerkend voor de stad Irbit en vormde haar architectuur en structuur. De stad telde veel lange smalle slaaphuizen en op de kruising van de rivieren de Nitsa en Irbit bevonden zich grote scheepswerven.
Met de opkomst van betere transportmogelijkheden, zoals spoorlijnen (bijvoorbeeld de trans-Siberische spoorlijn), werd de markt steeds kleiner. De grote onderbrekingen als gevolg van de Oktoberrevolutie en de Russische Burgeroorlog zorgden voor het einde van de markt. In 1929 werd de markt opgeheven en richtte de stad Irbit zich op de industrie. Nadien zijn verscheidene pogingen gedaan om de markt nieuw leven in te blazen in de vorm van een regionale zomermarkt in augustus.

## Galerij

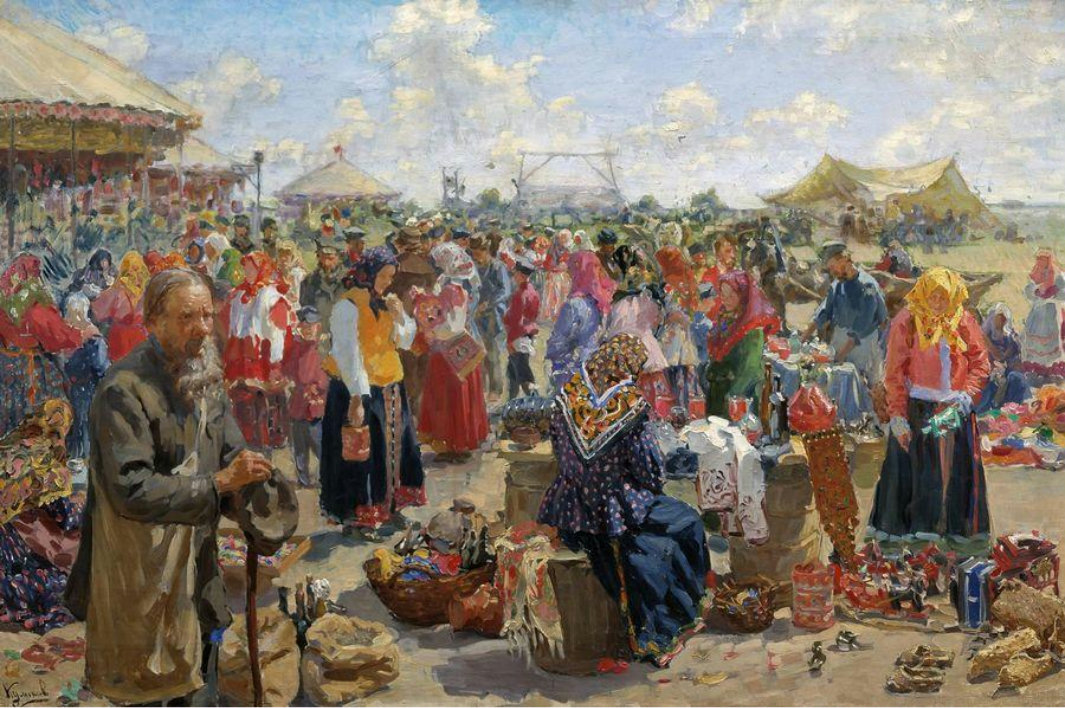
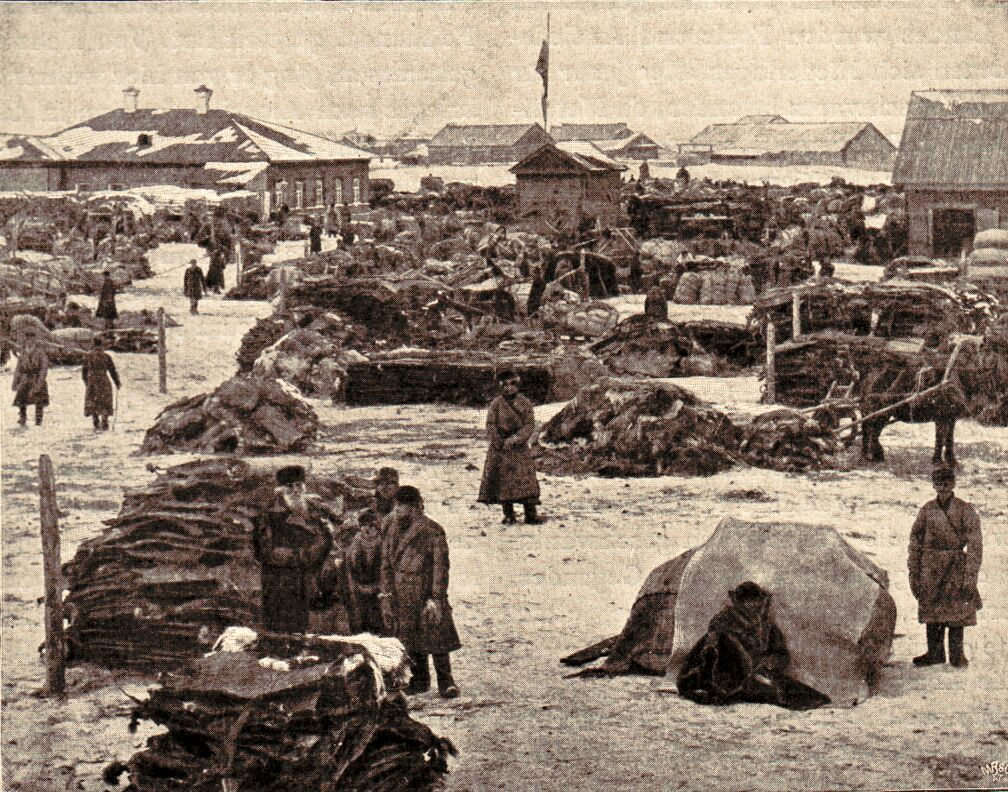
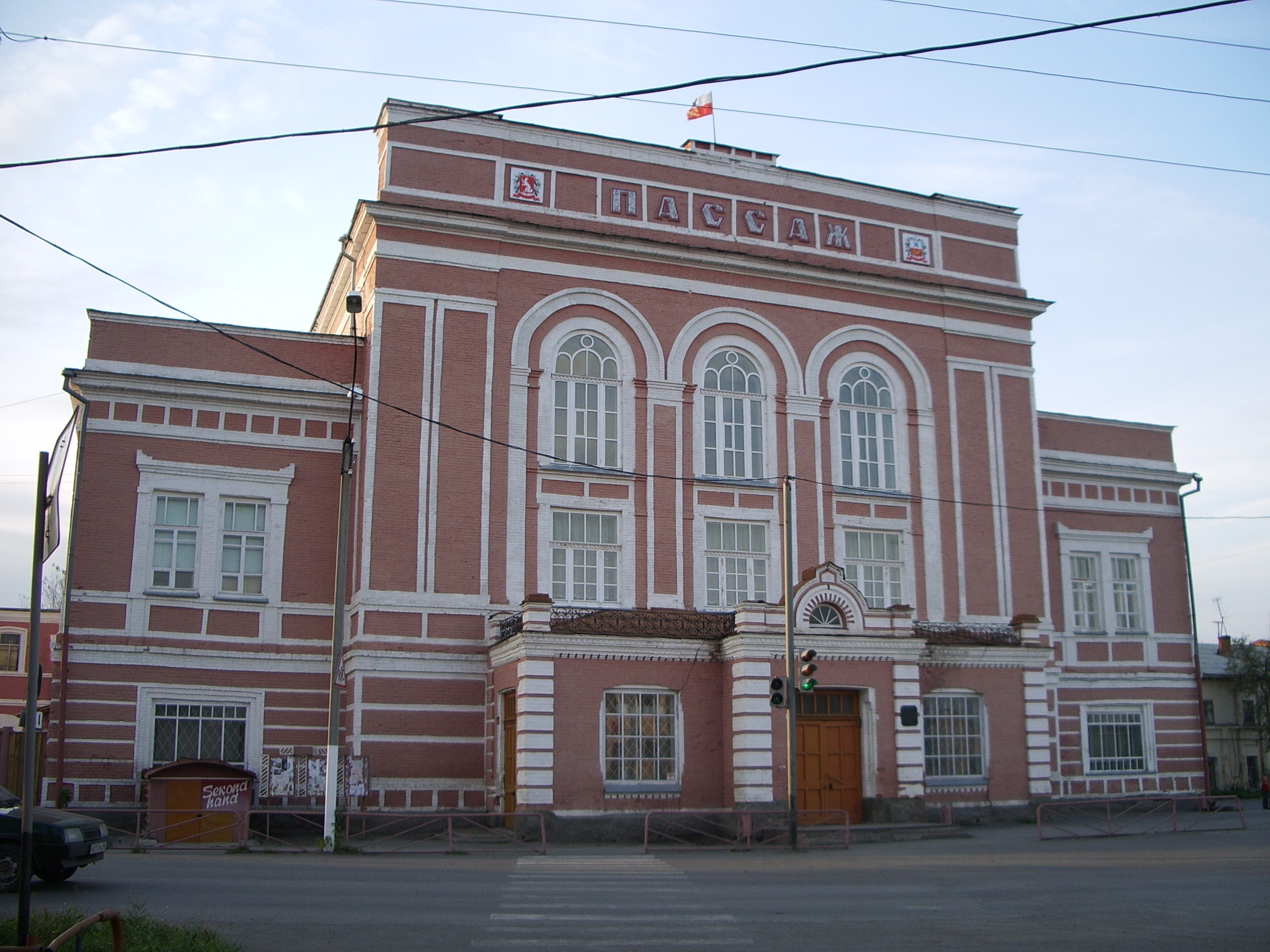